# 阿爾季加赫國家公園
40°53′12″N 48°53′37″E / 40.88667°N 48.89361°E

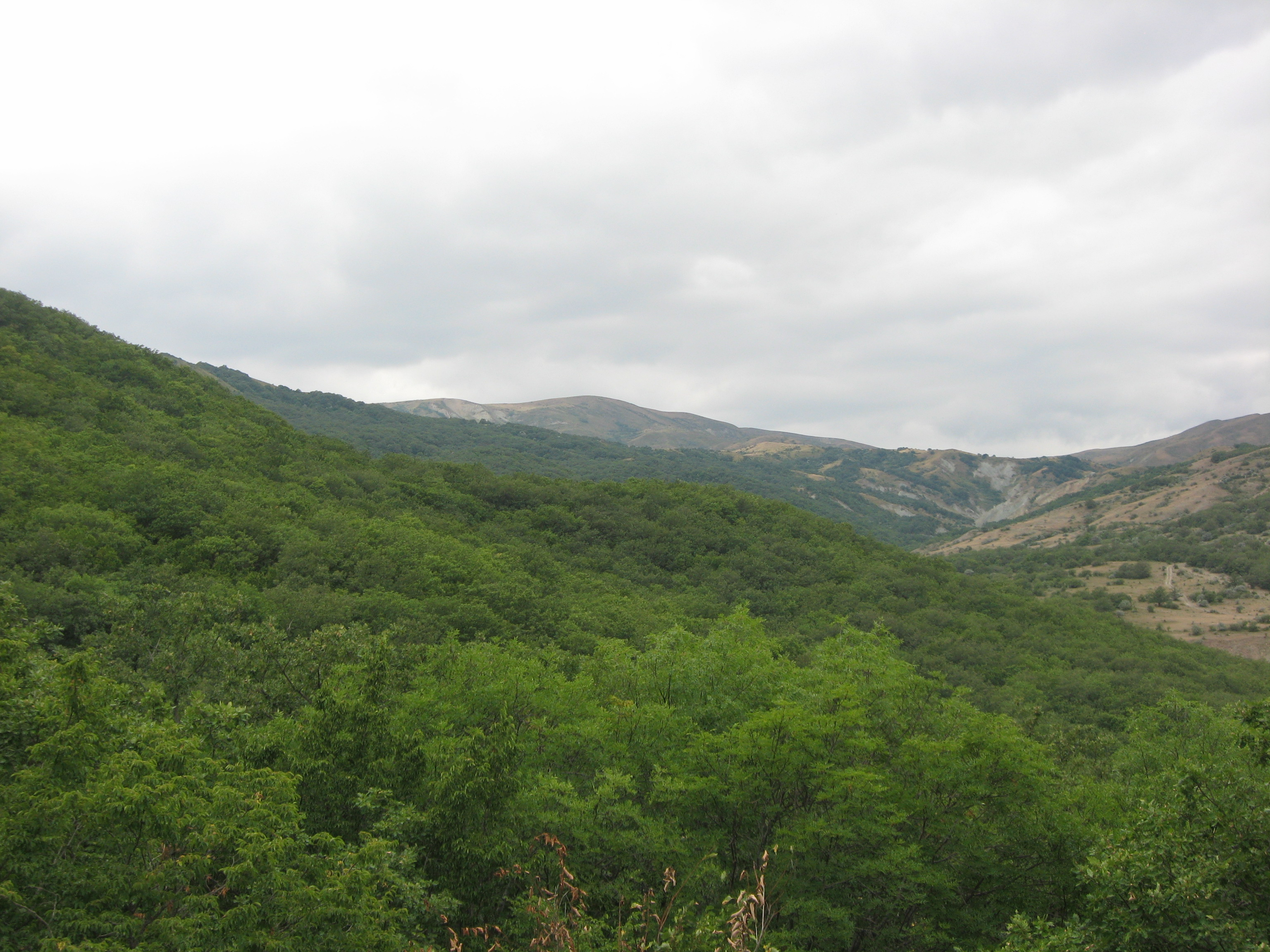

阿爾季加赫國家公園是阿塞拜疆的國家公園，位於該國東北部基茲區和錫阿贊區，成立於2004年8月31日，面積110.4平方公里，有歐亞猞猁、棕熊、野豬、狼、亞洲胡狼、叢林貓、赤狐、西方狍、獾、歐亞水獺等野生動物棲息。